# فلسفة جاينية

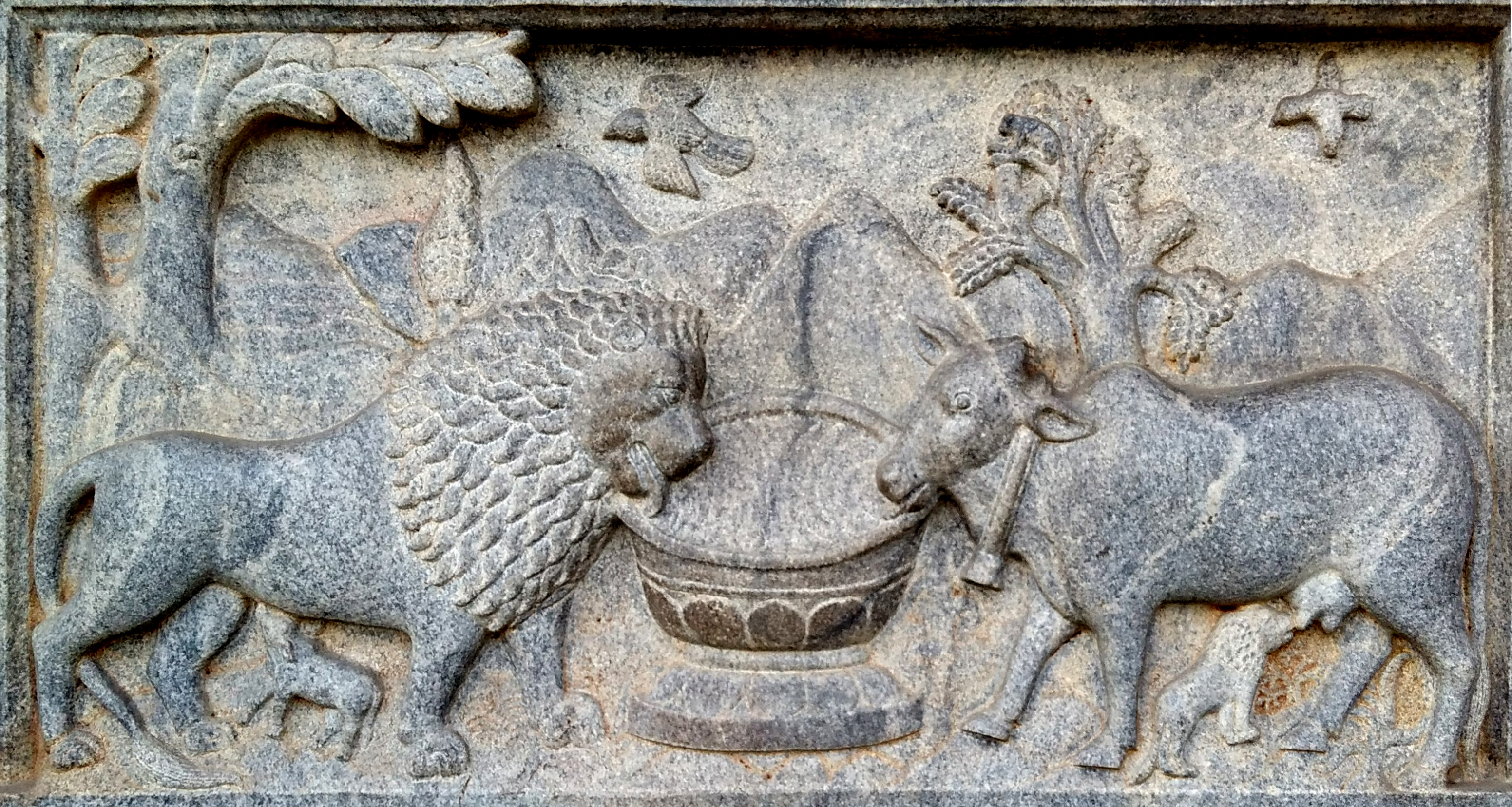
Ahinsa

الفلسفة الجاينية هي أقدم فلسفة هندية تفصل بين الجسد (المادة) والروح (الوعي) تمامًا. تتعامل فلسفة جين مع الواقع وعلم الكونيات ونظرية المعرفة (دراسة المعرفة) والحيوية. وتحاول شرح الأساس المنطقي للوجود وطبيعة الكون ومكوناته وعبودية الروح مع الجسد ووسائل تحقيق الحرية.
توضح نصوص جين أنه في كل نصف دورة من الزمن يأتي أربع وعشرون معلّم روحاني إلى جزء من الكون لتعليم مذهب الإيمان الصحيح والمعرفة الصحيحة والسلوك الصحيح. تهدف فلسفة جين إلى تدريس تعاليم المعلمين الروحانيين التي تم تسجيلها في نصوص جين المقدسة. السمات المميزة لفلسفة جين هي:
- الايمان باستقلال الروح عن الجسد المادي.
- دحض فكرة وجود الخالق الإلهي الأعلى أو المالك أو المحافظ أو المدمر للكون.
- الايمان بأن أفعال الشخص هي التي تحدد مصيره، وجود الكون الأبدي.
- التأكيد على مفهوم النسبية وتعدد جوانب الحقيقة.
- الأخلاق القائمة على تحرير الروح.

تدعم ديانة جين الطبيعة الفردية للروح بقوة والمسؤولية الشخصية عن قرارات الفرد، وتتبنى فكرة أن الاعتماد على الذات والجهود الفردية هو وحده المسؤول عن تحرير الفرد.

## الأساسيات
تفترض فلسفة جين أن سبعة حقائق أو مبادئ أساسية تشكل الواقع. وهي:
1. مادة الروح التي تملك وجود منفصل عن الجسم الذي يحويها. تتسم الروح بالوعي والمعرفة والإدراك. وعلى الرغم من أن الروح تخضع لكل من الولادة والموت، إلا أنها لا تُدمَّر حقًا ولا تُخلق. يشير الموت والولادة على التوالي إلى اختفاء حالة نفسية وظهور حالة أخرى، وهذه مجرد حالات للروح.
2. الأشياء غير الروحية.
3. تدفق السعادة والشر في الروح.
4. العبودية: الاختلاط المتبادل للروح والتصرفات المسؤولة عن تحديد مصير الفرد.
5. توقف تدفق السعادة والشر في الروح.
6. الانفصال التدريجي: الانفصال أو خروج جزء من السعادة أو الشر من الروح.
7. التحرر: زوال السعادة والشر من الروح (يتعلق ذلك بروح معينة).

يقال أنّ معرفة هذه الحقائق ضرورية لتحرير الروح.

## الطريق إلى التحرر
وفقا لفلسفة جين فإن العالم مليء بالعنف. لذلك ينبغي للمرء أن يوجه كل جهوده في للتحرر من دورات الجسد. وفقًا لنصوص جين:
«يشكل الإيمان الصحيح والمعرفة الصحيحة والسلوك الصحيح معًا الطريق إلى التحرر».
- الإيمان الصحيح: يعني الإيمان بأشياء مثل الروح وغير الروح دون الوقوع في الوهم وسوء الفهم.[6]
- المعرفة الصحيحة: عندما يتم التحقق من طبيعة الواقع (المواد) بمساعدة عقيدة ذات وجهات نظر متعددة، يقال إن المعرفة التي يتم الحصول عليها بهذه الطريقة خالية من الشكوك وسوء الفهم والوهم وهي المعرفة الصحيحة.[7]
- السلوك الصحيح: هو طبيعة الروح ذاتها الخالية من جميع المشاعر غير الملوثة ولا يحتوي أي مادة غريبة. يتم تحقيق ذلك من خلال التخلي عن جميع الأنشطة الخاطئة للجسم والكلام والعقل.[8]

## المواد
وفقًا للجاينية: يتكون العالم من نوعين مختلفين من المواد هي المواد التي تملك وعي والمواد فاقدة الوعي. هذه هي المكونات الحالية غير المخلوقة للكون والتي تولد الحركات اللازمة في الكون من خلال التفاعل مع بعضها البعض. تتصرف هذه المكونات وفقًا للقوانين الطبيعية وطبيعتها دون تدخل كيانات خارجية. إن الدين الحقيقي وفقًا لجين هو «الطبيعة الجوهرية للمادة.»

### المواد التي لا تملك وعي
المواد التي لا تملك وعي هي:
- بودغالا: مادة غير حية (دون روح) وتصنف على أنها مواد صلبة وسائلة وغازية وطاقة ومواد فائقة الدقة. إنّ المواد فائقة الدقة هي الاجزاء البنيوية الأساسية للمادة. تملك أربع صفات دائمة وهي اللون والطعم والرائحة والملمس.[11] تمتلك بودغالا صفة الاستمرار والتدمير. فهي تتراكب وتغير اشكالها ولكن تبقى صفاتها الأساسية كما هي. ولا يمكن خلقها أو تدميرها وفقا لجين.
- الدارما: متوسط الحركة، والأدارما: متوسط الراحة، وهي مواد فريدة من نوعها في فلسفة جين تصور مبادئ الحركة والراحة. ويقال أنّهم يملؤون الكون بأسره. دارما وأدارما ليستا في حد ذاتهما حركة أو راحة ولكنهما وسيطتا الحركة والراحة في أجساد أخرى. لا يمكن بدونها الحركة أو الراحة في الكون.
- آكاسا: الفضاء، هو مادة تحتوي الارواح والمادة ومبدأ الحركة ومبدأ الراحة والوقت. تنتشر في كل مكان وهي غير محدودة ومصنوعة من الفضاء المطلق. ووفقًا لجين: يعتبر الفضاء مادة في طبيعة الفراغ ولكن ليس فراغًا مطلقا. لن يكون أي شيء موجودا في فراغ مطلق.
- كالا (الوقت): شرحت فلسفة جين الوقت من جانبين مختلفين. أولاً كمقياس للمدة والمعروف في شكل ساعات وأيام وما إلى ذلك. وثانيا كسبب استمرارية وظيفة الأشياء. وفقًا لجين: «لا يوجد شيء في الطبيعة يمكن أن يكون معدومًا أو خاليًا من الوظيفة. يتم إزالة الوظيفة من خلال إزالة الطاقة في حالة الأشياء البسيطة. إذا لم تكن هناك مادة زمنية تساعد في أداء حركة تشريد الطاقة ستبقى الأمور في نفس الحالة دائمًا.» اولا يتم تشبيه الوقت بعجلة ذات اثني عشر جزءا مقسمة تنازليًا وتصاعديا إلى قسمين بستة اجزاء، وتكون مدة كل واحدة كبيرة جدا وتقدر بمليارات السنوات.[12]

### المادة الواعية
وفقا للفلسفة الجاينية توجد أرواح مستقلة لا حصر لها. وتصنف إلى نوعين: أرواح محررة وأرواح غير محررة. المعرفة اللانهائية والإدراك والنعيم هي الصفات الجوهرية للروح. وتتمتع الارواح الحرة بهذه الصفات بالكامل دون عوائق، ولكن تحجبها افعال السعادة والشر في النفوس غير المحررة مما يؤدي إلى العبودية. تؤدي هذه العبودية إلى طول فترة العيش المشترك للروح مع الجسم. وهكذا توجد الروح المجسدة غير المتحررة في أربعة حالات من الوجود هي: السماوات والجحيم والبشر وعالم الحيوانات ضمن دورة لا تنتهي أبدًا من الولادات والوفيات المعروفة أيضًا باسم سامسارا. الروح هي عبودية منذ الوقت الذي لا بداية له. ومع ذلك فمن الممكن التحرر من خلال الإدراك العقلاني والمعرفة العقلانية والسلوك العقلاني. يلاحظ هاري أولدميدو أنّ علم الوجود لدى جين هو علم ما وراء الطبيعة ويتسم بالواقعية والثنائية على حد سواء.

## الكارما
الكارما وفقا للجاينية هي المبدأ الأساسي في علم الكونيات الروحي الشامل. لا تشمل فقط اسباب انتقال الأرواح، ولكن يُنظر إليها أيضًا على أنها أمر دقيق للغاية يتجاوز الروح ويحجب صفاته الطبيعية والنقية. يُعتقد أن الكارما هي نوع من التلوث الذي يلوث الروح بألوان مختلفة (لييا). تخضع الروح للانتقال وتتجسد في حالات مختلفة من الوجود وفقا للكارما الخاصة بها: مثل السماوات أو الجحيم أو كبشر أو حيوانات.
يذكر جين عدم المساواة والمعاناة والألم كدليل على وجود الكارما. صنفت نصوص جين أنواع مختلفة من الكارما وفقا لآثارها على الروح. تسعى نظرية جين إلى شرح عملية الكارما من خلال تحديد الأسباب المختلفة لتدفق الكارما (إسرافا) والعبودية (باندا) مع التركيز على الأفعال نفسها والنوايا وراء تلك الأفعال. تلقي نظرية الكارما مسؤولية كبيرة على الأعمال الفردية وتزيل الاعتماد على الوجود المفترض للنعمة الإلهية أو الانتقام. تنص عقيدة جين أيضًا على أنه من الممكن بالنسبة لنا تعديل كل من الكارما لدينا والحصول على التحرر، من خلال الالتزام ونقاء السلوك.